# Magulla
Magulla là một chi nhện trong họ Theraphosidae.

## Các loài
Chi này gồm các loài:
- Magulla brescoviti Indicatti et al., 2008
- Magulla buecherli Indicatti et al., 2008
- Magulla janeira (Keyserling, 1891)
- Magulla obesa Simon, 1892